# St Andrews Castle
St Andrews Castle is de ruïne van een kasteel uit de veertiende eeuw, gelegen in de plaats St Andrews in de regio Fife van Schotland.

## Geschiedenis
Het kasteel is gebouwd als residentie voor de bisschoppen en vanaf 1472 de aartsbisschoppen van St Andrews Cathedral. Het eerste kasteel op deze locatie stamt vermoedelijk uit de twaalfde eeuw. Dit kasteel werd zwaar beschadigd tijdens de Schotse onafhankelijkheidsoorlog aan het begin van de veertiende eeuw, waarbij het enkele malen werd ingenomen en heroverd door beide partijen. Na het beleg en inname van het kasteel in 1337 door de Schot Andrew Murray werd het kasteel voor een groot deel gesloopt. Aan het einde van de veertiende eeuw begon bisschop Walter Trail met de herbouw van het kasteel. Het grootste deel van het huidige kasteel is afkomstig van deze verbouwing. Aartsbisschop James Beaton en kardinaal David Beaton hebben aan het begin van de zestiende eeuw nog enkele vernieuwingen uitgevoerd.
Het kasteel had naast zijn functie als residentie voor de bisschop, ook de functie van staatsgevangenis. In 1425 heeft Murdoch, duke of Albany, hier vermoedelijk vastgezeten voor zijn executie in Stirling. In Caerlaverock Castle is echter een toren naar Murdoch vernoemd, omdat hij daar volgens de overlevering gevangen had gezeten. Topografisch ligt St Andrews Castle het meest voor de hand; de hertog werd gevangengenomen in Perth en terechtgesteld op 25 mei 1425 in Stirling. De eerste aartsbisschop van St Andrews werd in 1478 ook vastgezet in zijn eigen kasteel, nadat hij krankzinnig verklaard was.
Tijdens de reformatie kreeg het kasteel een belangrijke rol. In 1538 werd kardinaal David Beaton de nieuwe aartsbisschop van St Andrews. Hij was op dat moment al bisschop van Mirepoix in de regio Languedoc (Frankrijk) en van Arbroath Abbey. Naast deze kerkelijke functies had David Beaton ook een grote politieke macht. Zo wist hij het huwelijk tussen Mary, Queen of Scots en Hendrik VIII van Engeland te blokkeren. Hij gebruikte zijn macht om de protestanten in Schotland te vervolgen. Op 1 maart 1546 liet hij George Wishart, een van de belangrijkste protestantse predikers en leermeester van John Knox, op de brandstapel ombrengen op het terrein voor St Andrews Castle. Deze daad was vermoedelijk de directe aanleiding voor zijn vijanden om hem te doden. Op 29 mei 1546 gingen ze vermomd het kasteel binnen, vermoordden David Beaton en hingen zijn lichaam aan de kasteelmuur.
In 1546 begon van het beleg van het kasteel, dat in handen was van de protestanten, door de Earl of Arran, die op dat moment regent van Schotland was. John Knox voegde zich op 10 april 1547 bij de belegerde protestanten. Tijdens de belegering werd er naast de voor die tijd gebruikelijke kanonnen, ook gebruikgemaakt van een mijngang. Deze mijn werd op bevel van de Earl of Arran gegraven onder de kasteelmuur door. Om te voorkomen dat de muur verzwakt zou worden door de mijn of dat de vijand op een onverwachte tijd en plaats het kasteel in zou komen, besloten de belegerden om een tegenmijn (countermine) te graven. Er werd enkele malen zonder succes begonnen met een tegenmijn, totdat de belegerden met een tegenmijn die begon aan de oostzijde van het poortgebouw, de mijn van de aanvallers wisten te onderscheppen. Uiteindelijk werd het kasteel in juli 1547 ingenomen, doordat het geschut de muren ernstig beschadigde. De belegerden werden gevangengenomen. Onder de gevangenen bevond zich John Knox, die op een galei terechtkwam.
Na het beleg hadden nog herstelwerkzaamheden plaats onder aartsbisschop John Hamilton, maar het kasteel werd uiteindelijk verlaten.

## Bouw
Het kasteel is gelegen langs de kust. De noord- en de oostzijde grenzen direct aan de steile klippen. De voorzijde van het kasteel met het poortgebouw is op het zuiden georiënteerd. De zuidelijke muur is niet recht, maar heeft op de plattegrond een lichte V-vorm, waarbij het poortgebouw in het midden van de muur iets naar voren komt. De westelijke muur loopt niet geheel parallel met de oostmuur; aan de zuidzijde wijken de muren verder van elkaar ten opzichte van de noordzijde.
Aan de zuid- en westzijde is een greppel gegraven ter verdediging. In het verleden was er voor het poortgebouw een ophaalbrug.
De zuidzijde werd ernstig beschadigd tijdens het beleg in 1547, maar later hersteld. Het oorspronkelijke poortgebouw in het midden van de zuidmuur werd verbouwd tot een toren. Een nieuwe poort werd gemaakt in de muur tussen deze toren en de zuidwestelijke hoek van het kasteel. Dit is de poort die in de eenentwintigste eeuw nog toegang geeft tot het kasteel. Tegen deze muur bevinden zich in het kasteel enkele vertrekken, waaronder kamers voor de wachters en de privévertrekken van John Hamilton.
De oostzijde is bijna geheel verdwenen. Enerzijds werd deze zijde beschadigd tijdens het beleg van 1547, anderzijds is een gedeelte van de klif gevallen en in de zee verdwenen.
Twee torens zijn gedeeltelijk bewaard gebleven; de noordoostelijke toren, genaamd de Kitchen Tower (keukentoren), en de noordwestelijke toren, genaamd de Sea Tower (zeetoren). De Sea Tower werd gebruikt als gevangenis. Onder in deze toren bevindt zich een kerker met de vorm van een omgekeerde trechter.
De tegenmijn is nog steeds intact en valt te bezoeken. Vanuit deze tegenmijn is ook een gedeelte van de mijn van de aanvallers te bezoeken.

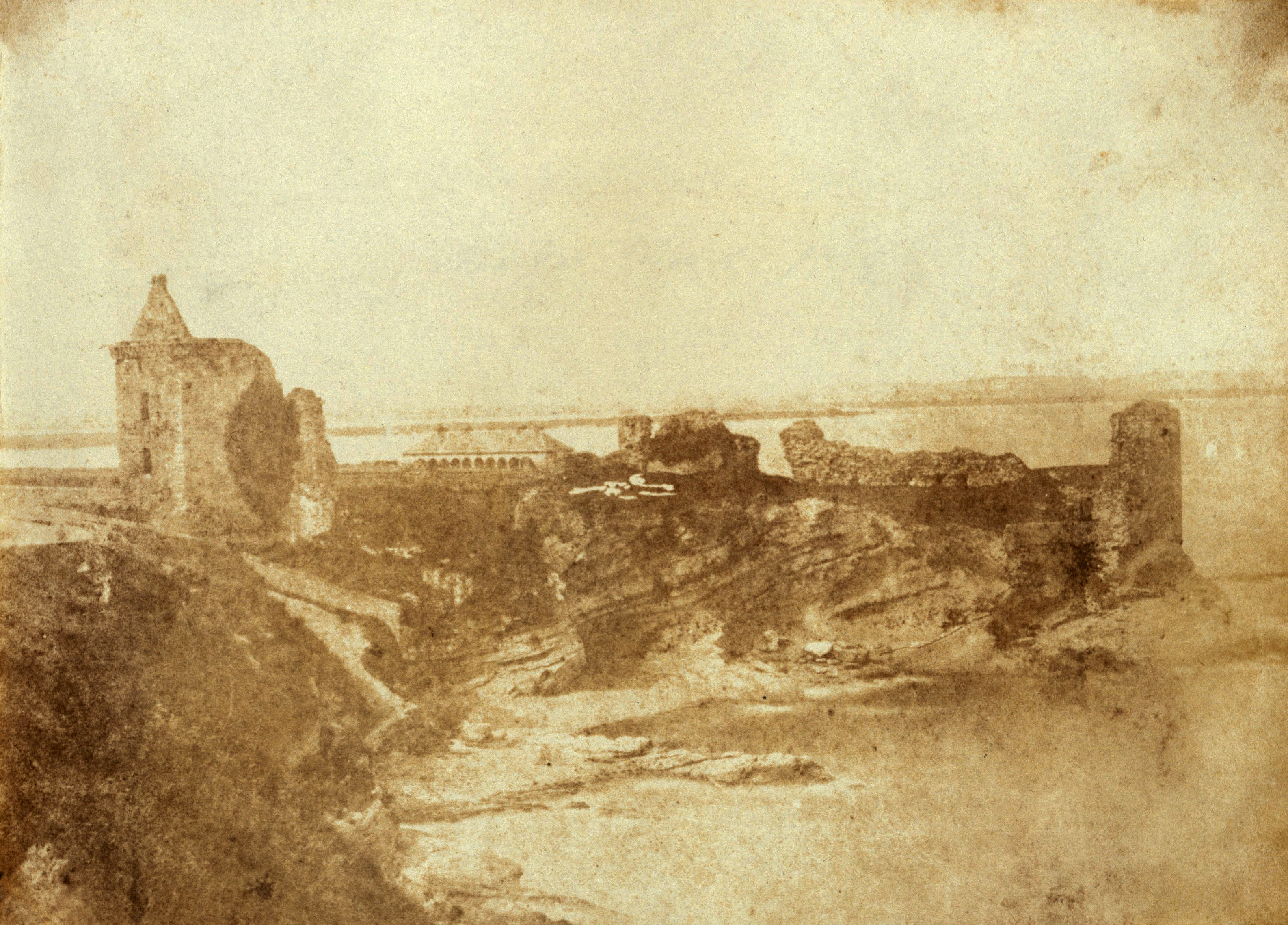
St Andrews Castle, 1843-44, foto Robert Adamson
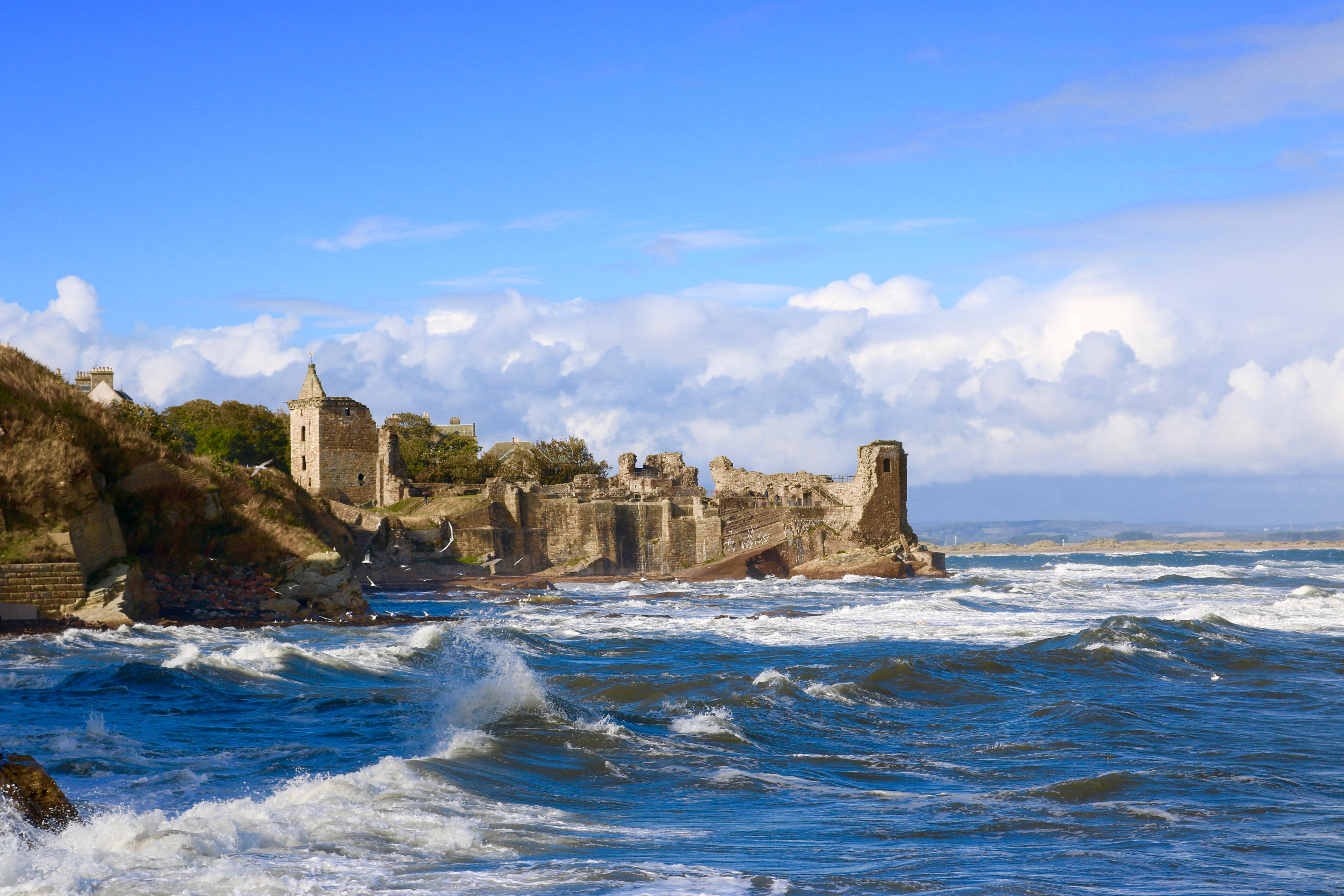
kasteel gezien vanaf de St Andrews Pier, 2016, foto Matthew Leonard
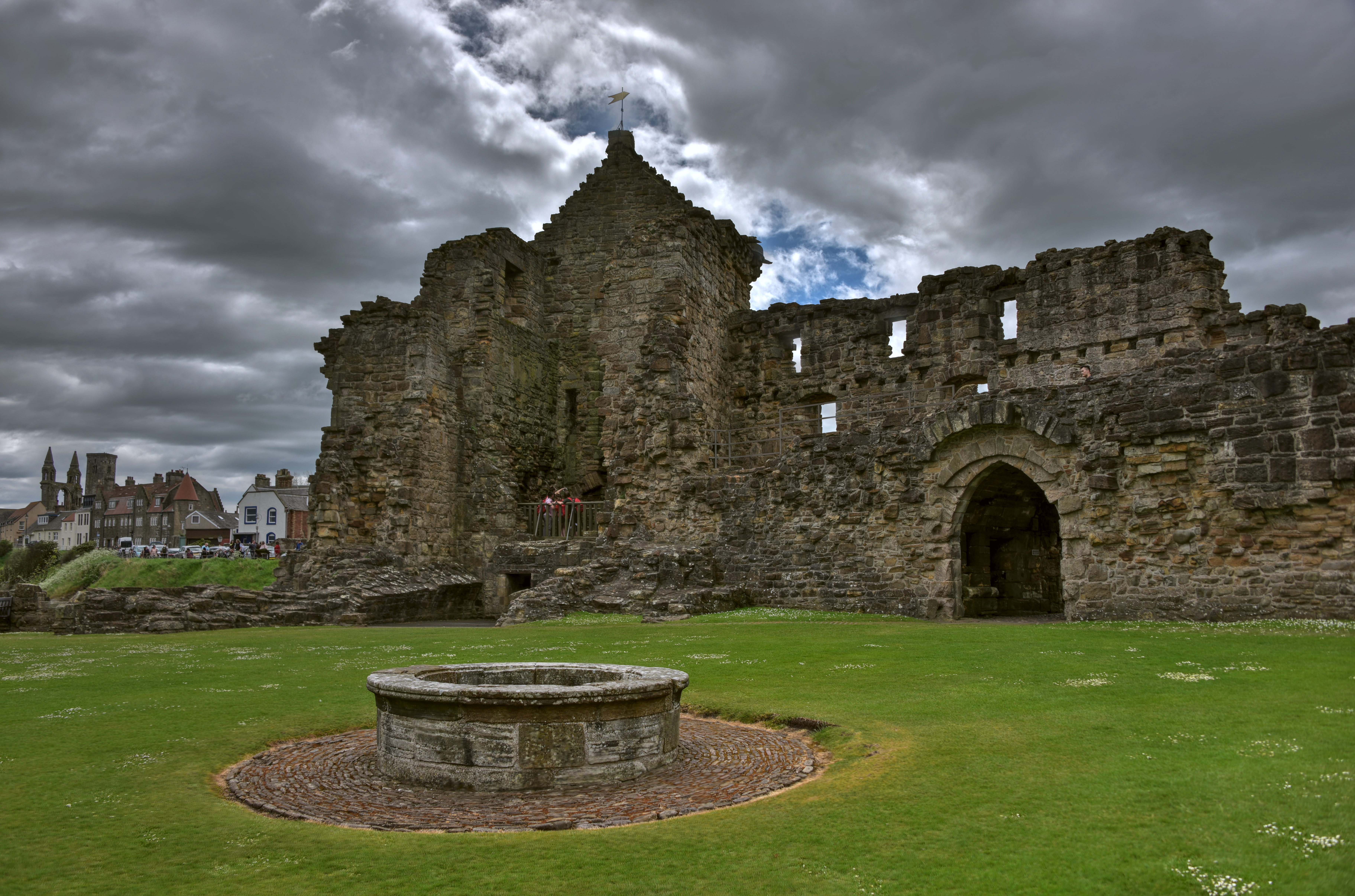
binnenhof, 2017, foto August Schwerdfeger
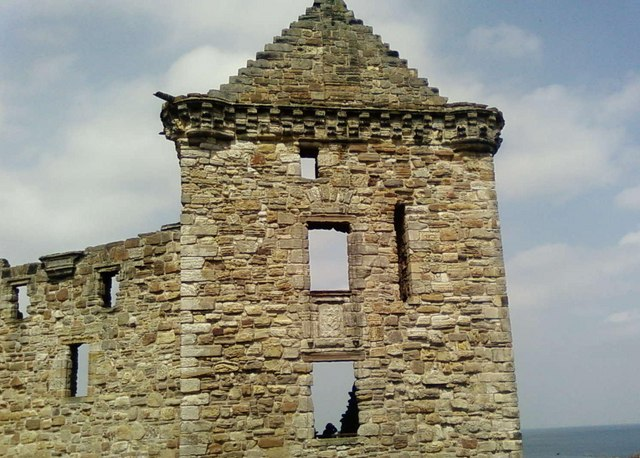
voorzijde van het kasteel, 2007, foto Sue Murray
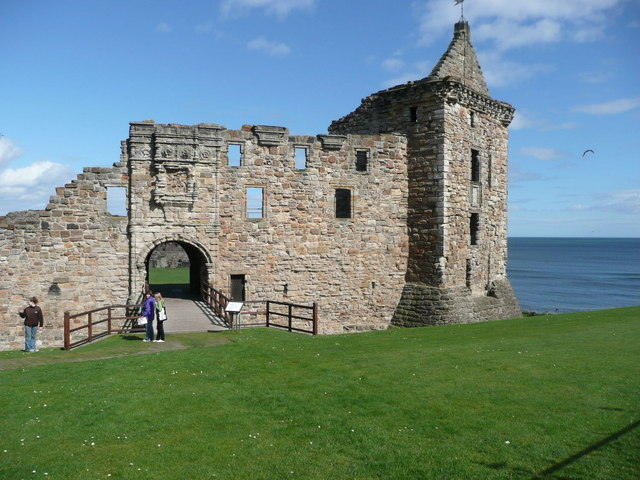
voorzijde met de toegangspoort, 2007, foto Russel Wills
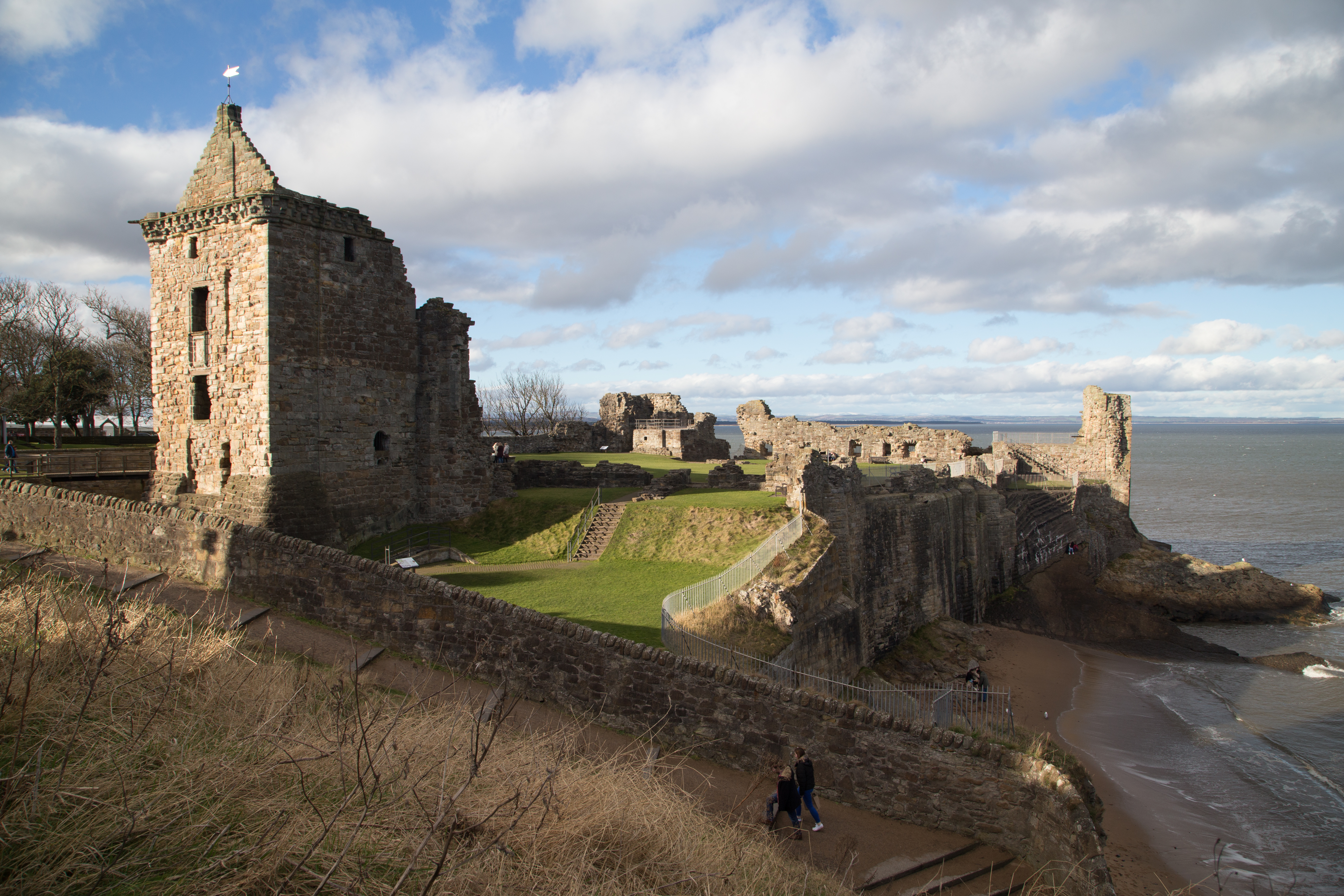
St Andrews Castle, 2017, foto Tom Parnell
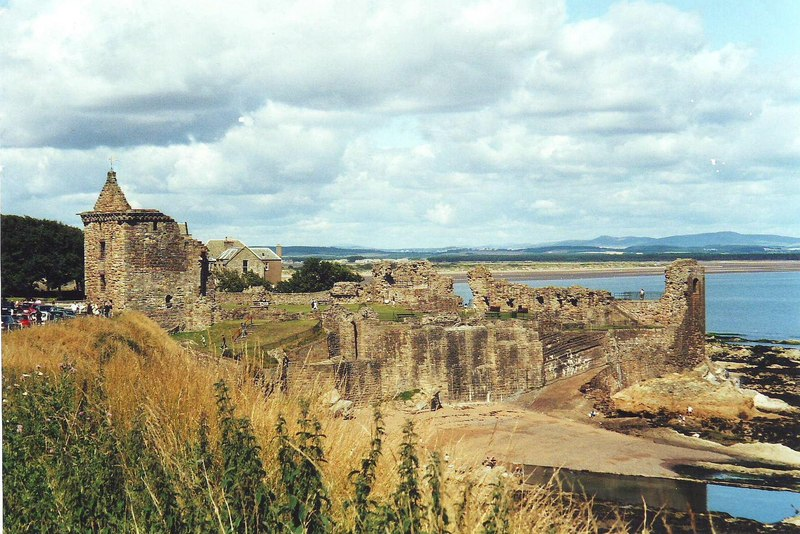
St Andrews Castle, 2001, foto Nick MacNeill
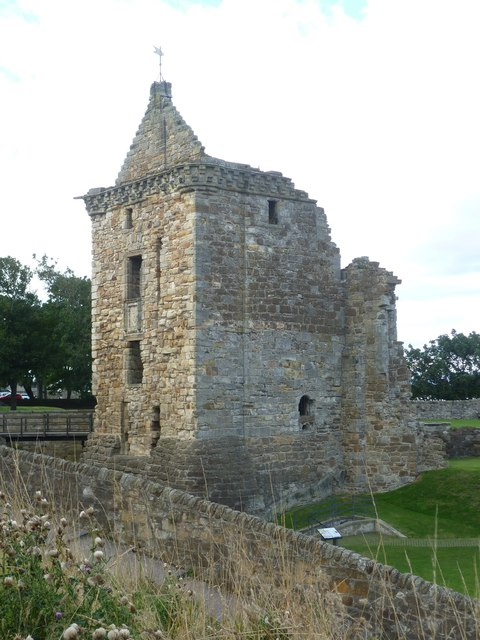
toren aan de zuidzijde, 2013, foto Kim Traynor
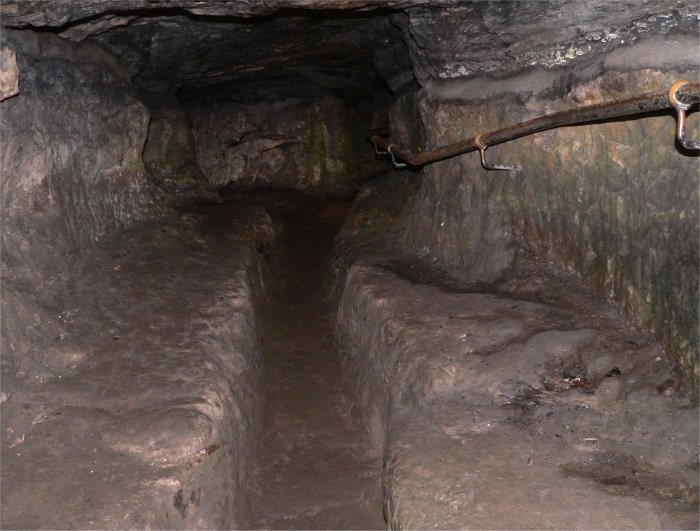
tegenmijn uit 1547 van de belegerden

## Beheer
St Andrews Castle wordt beheerd door Historic Environment Scotland, net als de nabijgelegen St Andrews Cathedral.